# Herb gminy Pawłowice
Herb gminy Pawłowice – jeden z symboli gminy Pawłowice, ustanowiony 19 maja 1998.

## Wygląd i symbolika
Herb przedstawia na tarczy koloru błękitnego złotą koronę trójpałkową, złotą ostrogę i dwie złote sześcioramienne gwiazdy. Symbole te występują również jako symbol sołectwa Pawłowice. 